# Robert Enke
Robert Enke (Jena, 24 augustus 1977 – Neustadt am Rübenberge, 10 november 2009) was een Duits voetballer. De doelverdediger speelde onder andere voor Borussia Mönchengladbach, Benfica, FC Barcelona, Fenerbahçe SK en Hannover 96 en kwam acht keer uit voor het Duits voetbalelftal.

## Voetbalcarrière

### Jeugd en start loopbaan
Enke groeide op in het Oost-Duitse Cospeda, nabij zijn geboorteplaats Jena. Zijn ouders waren beiden actief in de sport; zijn vader Dirk was hordeloper en zijn moeder Gisela een handballer. Enke speelde aanvankelijk voor voetbalclub Jenapharm Jena en vanaf 1985 in de jeugd van FC Carl Zeiss Jena. In november 1995 maakte hij tegen Hannover 96 zijn debuut in het eerste elftal van de club, dat uitkwam in de 2. Bundesliga. Onder trainer Eberhard Vogel kwam Enke in het seizoen 1995/96 tot drie optredens. In 1996 verruilde hij Carl Zeiss Jena voor Borussia Mönchengladbach, dat uitkwam in de Bundesliga.
In zijn eerste twee seizoenen in Mönchengladbach was Enke voornamelijk reservekeeper, achter Uwe Kamps. Onder trainer Friedel Rausch en later Rainer Bonhof was hij in seizoen 1998/99 basisspeler. Hij maakte indruk in het doel, maar kon desondanks de degradatie van Borussia Mönchengladbach in 1999 niet voorkomen. Enke vertrok vervolgens naar Benfica in Portugal. In de zomer van 1999 werd hij uitgenodigd om met Duitsland deel te nemen aan de Confederations Cup 1999 in Mexico. Tot een interland kwam het echter niet. Tussen 1997 en 1999 had Enke al wel vijftien interlands gespeeld voor Jong Duitsland. In 1998 kwam hij vier keer uit voor het Olympisch voetbalelftal van zijn land.

### In dienst van Benfica en Barcelona
Bij Benfica speelde Enke achtereenvolgens onder de trainers Jupp Heynckes, José Mourinho en Toni. In drie seizoenen kwam hij tot 77 competitiewedstrijden en werd hij aanvoerder van het team. In het eerste en tweede seizoen kwam Benfica uit in de UEFA Cup. In 2002 werd Enke door Louis van Gaal naar FC Barcelona gehaald. Hij debuteerde op 10 september 2002 in een bekerwedstrijd tegen Novelda CF uit de Segunda División B. Barcelona verloor met 3-2, een nederlaag die vooral Enke en de Nederlandse verdedigers Frank de Boer en Michael Reiziger werd aangerekend.
Enke was in zijn periode bij Barcelona de derde keeper achter Roberto Bonano en Víctor Valdés. Behalve het bekerduel kwam hij tot nog drie wedstrijden: twee in de Champions League en één in de competitie. In maart 2003 moest hij in een wedstrijd tegen CA Osasuna in de zeventigste minuut de geblesseerd geraakte Bonano vervangen. Door twee blunders van Enke werd een 2-0-voorsprong verspeeld en eindigde de wedstrijd in 2-2. Nadat Frank Rijkaard in juni 2003 werd aangesteld als trainer van FC Barcelona, werd Enke duidelijk gemaakt dat er geen ruimte voor hem was in de selectie. Hij werd verhuurd aan Fenerbahçe.
In de eerste speelronde van seizoen 2003/04 maakte Enke zijn debuut voor Fenerbahçe in een wedstrijd tegen Istanbulspor. Het duel ging met 3-0 verloren en de onrustige en opzichtig falende Enke werd als zondebok bestempeld door de fans, die hem met aanstekers en flessen bekogelden. Enkele dagen later besloot Enke Fenerbahçe te verlaten en terug te keren naar Barcelona. Daar kwam hij echter niet tot spelen. In januari 2004 ging Enke op huurbasis naar CD Tenerife, destijds spelend in de Segunda División A. In een half seizoen kwam hij tot negen competitieduels. In de zomer van 2004 werd zijn contract met Barcelona ontbonden en ging Enke terug naar Duitsland, waar hij een contract tekende bij Hannover 96.

### Succes in de Bundesliga
Na de teleurstellende prestaties in het buitenland, ging Enke bij Hannover 96 weer goed presteren. In de seizoenen 2004/2005 en 2005/2006 werd hij door een enquête van het sportblad Kicker verkozen tot beste doelman van de Bundesliga. In 2006 was hij sporter van het jaar in Nedersaksen. Hij was een van de ervaren steunpilaren van zijn team en werd in 2007 aanvoerder.
Ondertussen was Enke ook weer in beeld bij het nationale elftal. Op 28 maart 2007 maakte hij onder bondscoach Joachim Löw zijn debuut tegen Denemarken. Op het Europees kampioenschap voetbal 2008 was hij reserve achter Jens Lehmann en kwam hij niet tot spelen. Op 12 augustus 2009 kwam hij voor de achtste en laatste keer in actie voor Duitsland, uit tegen Azerbeidzjan.
In seizoen 2009/10 kampte hij met een bacteriële infectie in zijn darmen, waardoor hij in de maanden september en oktober niet in actie kwam. Op 31 oktober 2009 maakte hij zijn rentree in een wedstrijd tegen 1. FC Köln. Zijn laatste wedstrijd speelde hij op 8 november 2009, thuis tegen Hamburger SV. Voor twee oefenwedstrijden van Duitsland op 14 en 18 november werd Enke niet uitgenodigd. Volgens trainer Löw was hij echter volop in beeld voor een plek in de selectie van het Duitse elftal voor het wereldkampioenschap voetbal 2010.

## Levensloop

### Privéleven
Robert Enke had sinds zijn achttiende een relatie met Teresa, die hij op het sportgymnasium in Jena ontmoet had. Zij was een meerkampster, maar gaf haar carrière op ten gunste van die van haar vriend en latere echtgenoot. In 2004 werd zijn dochter Lara geboren. Het kind, dat leed aan een zeldzame vorm van een aangeboren hartafwijking, werd later doof door de medicijnen die zij slikte. Lara werd geopereerd voor een CI. De operatie verliep succesvol, maar ze overleed later alsnog aan de gevolgen van haar afwijking. In mei 2009 adopteerden Enke en zijn vrouw de twee maanden oude Leila. Het gezin woonde op een boerderij in het dorp Empede.
Robert en Teresa Enke zetten zich in voor dierenrechten. Op hun boerderij vingen ze verwaarloosde zwerfhonden uit Spanje en Portugal op. Enke was daarnaast actief voor PETA en werkte mee aan verschillende campagnes van deze dierenrechtenorganisatie.

### Overlijden

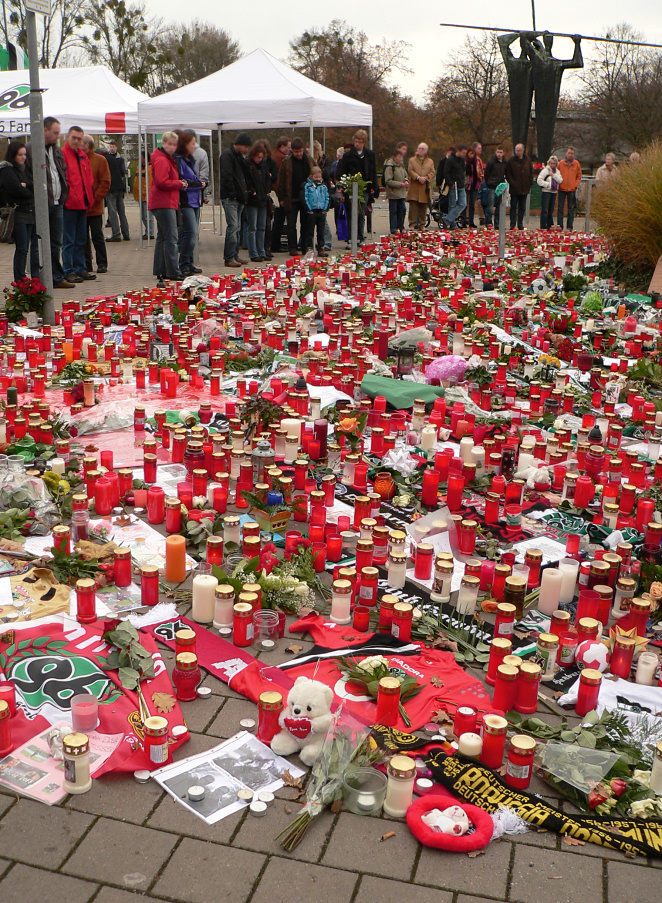
Bloemen ter nagedachtenis aan het overlijden van Enke

Op 10 november 2009 overleed Enke nadat hij bij het dorp Eilvese in de gemeente Neustadt am Rübenberge voor een trein sprong. De zaakwaarnemer van Enke bevestigde kort na het overlijden dat het om zelfmoord ging.
Zijn weduwe verklaarde een dag later op een persconferentie dat Enke sinds begin 2003 aan depressies leed waarvoor hij in behandeling was en waarvoor hij medicijnen gebruikte. Angst om zijn loopbaan op het spel te zetten en het ouderschap over zijn geadopteerde dochter te verliezen, deden hem zijn ziekte geheimhouden voor de buitenwereld en leidden uiteindelijk tot de zelfgekozen dood.
Op zondag 15 november 2009 vond in de AWD-Arena in Hannover een afscheidsplechtigheid plaats, die bijgewoond werd door ongeveer 40.000 mensen. Een dag eerder was een oefenwedstrijd van Duitsland tegen Chili afgelast wegens het overlijden van Enke. Na de bijeenkomst werd hij begraven op het kerkhof van Neustadt am Rübenberge.
Na de dood van Enke kwam er veel discussie over depressiviteit in het voetbal. Men wilde voorkomen dat zoiets nog een keer zou gebeuren en daarom richtten de Duitse voetbalbond, de Bundesliga en Hannover '96 de Robert Enke-stichting op. Naast depressiviteit onder sporters richt de stichting zich op verzoek van Enkes vrouw Teresa ook op kinderen met een hartafwijking.